# Bissinogo-Peulh
Bissinogo-Peulh est une localité située dans le département de Boussouma de la province du Sanmatenga dans la région Centre-Nord au Burkina Faso.

## Géographie
Bissinogo-Peulh est située à 2,5 km au sud-ouest de Louda, à environ 20 km au nord de Boussouma, le chef-lieu du département, et à 8 km au sud du centre de Kaya, la principale ville de la région. Le village est à 2,5 km à l'est de la route nationale 3 reliant Kaya à Korsimoro via Boussouma.

## Économie
L'activité du village est principalement agro-pastorale avec l'irrigation permise par le barrage de retenue de Louda.

## Éducation et santé
Le centre de soins le plus proche de Bissinogo-Peulh est le centre de santé et de promotion sociale (CSPS) de Louda tandis que le centre hospitalier régional (CHR) se trouve à Kaya.